# Herzogenaurach
Herzogenaurach est une ville franconienne en Bavière (Allemagne).
Elle est connue pour accueillir sur son territoire les sièges sociaux de deux des plus grands équipementiers sportifs au monde, Adidas (fondé par Adi Dassler), et Puma (fondé par son frère Rudi Dassler), ainsi que du groupe Schaeffler, l'un des plus importants fabricants mondiaux de roulements et autres pièces mécaniques de précision pour l'automobile, l'aéronautique etc.
La rivalité entre Puma et Adidas est telle que la cité est surnommée la « Ville aux cous penchés », ses habitants passant pour regarder les pieds de leurs interlocuteurs avant d'engager la conversation. « A Herzogenaurach, il existe des bars, des bouchers et des boulangers pour les salariés de Puma et d'autres pour ceux d'Adidas, deux équipes de football et deux systèmes de ramassage scolaire : un pour les enfants des salariés de Puma, l'autre pour ceux des employés d'Adidas. Les salariés des deux firmes ont interdiction de se marier ensemble ».

## Jumelage
- Kaya (Burkina Faso) (Burkina Faso) depuis 1972
- Nova Gradiska (Croatie) depuis 1980
- Sainte-Luce-sur-Loire (France) depuis 1988
- Wolfsberg (Autriche) depuis 1968